# 1824年の相撲
1824年の相撲（1824ねんのすもう）は、1824年の相撲関係のできごとについて述べる。

## 興行
- 1月場所（江戸相撲）[1]
  - 興行場所:湯島天神社内
  - 2月5日（旧1月6日）より晴天10日間興行
- 6月場所（大坂相撲）[2]
  - 興行場所:難波新地
  - 6月30日（旧6月4日）より興行
- 10月場所（江戸相撲）[3]
  - 興行場所:本所回向院
  - 11月27日（旧10月7日）より晴天10日間興行